# Elaphidion unispinosum
Elaphidion unispinosum là một loài bọ cánh cứng trong họ Cerambycidae.